# 하베스트 오퍼레이션
하베스트 오퍼레이션(Harvest Operations Corp.)은 캐나다의 원유개발 회사다.

## 역사
2009년 10월 22일, 석유공사가 하베스트 인수 계약서에 최종 서명했다. 현재 일산 5만 배럴대의 원유를 생산하는 기업으로, 이 회사 인수가 이뤄지면 한국의 자주개발률은 6.3%에서 8%대로 높아지게 된다.
2010년 5월, 한국석유공사는 캐나다 사업 구조조정 작업을 통해 석유공사 캐나다법인, 하베스트 에너지 트러스트, 하베스트 오퍼레이션 등 3개 법인을 하베스트 오퍼레이션스 코퍼레이션(HOC)으로 통합했다.
2017년 11월, 석유공사는 하베스트가 발행한 2억 달러 규모의 신규 채권에 대해 지급보증을 했다. 석유공사는 배럴당 45달러 이상을 유지하면 하베스트 블랙 골드 광구의 원유 생산이 채산성을 갖출 수 있고, 이를 통해 2021년쯤 하베스트가 유동성 위기에서 벗어날 수 있다고 분석했다.

## 비판
2009년 석유공사가 하베스트를 인구했는데, 낡은 정유시설을 포함해 인수가격만 4조 5천억원이 들었다. 하베스트 인수 직전인 2009년에 하베스트의 유전을 평가한 보고서에는 유전 곳곳에서 원유 중 물 비율인 워터컷이 99%에 달하며, 전체 유전의 워터컷이 80~90% 수준이라고 되어 있다.
2015년 2월 12일, 하베스트 국정조사에서, 서문규 한국석유공사 사장이 국회에 출석해, "캐나다 하베스트의 주요성과로, 탐사성공 및 시추활동을 통해 6000만배럴의 매장량을 확보했다"며 "기술 및 노하우를 축적했다"고 자찬했다. 국회에서는 석유공사를 맹비난했다.
6천만 배럴의 원유란, 2010년 한국은 이라크에서 6천만 배럴의 원유를 수입했고, 이는 수입량의 6.9%를 차지하며, 이라크는 한국 원유공급국 중 6위이다.
전문가들도 막대한 개발비용이 드는 원유 개발 사업을 지속해야 하느냐, 포기해야 하느냐에 대해 논쟁중이다. 그동안 한국은 원유를 수입만 했지, 전세계를 돌아다니며 직접 광구를 매수해 직접 원유를 시추해 판매해 본 경험이 전무하다. 비판론은, 그냥 수입만 하면 되지, 너무나 위험이 큰 원유개발을 왜 하려고 하느냐, 개발비용이 너무 천문학적으로 든다, 막대한 개발비가 모두 적자로 산정되는데, 이것이 흑자로 전환된다는 보장이 없다면서 하베스트 인수 등 석유공사의 석유시추 사업 자체를 맹비난하고 있으며, 지지론은, 막대한 위험이 있지만, 마냥 수입만 할 수는 없는 국제적인 상황이 되었다고 주장한다.

## 형사소송
2016년 8월 26일, 하베스트를 인수하여 국고 수천억원을 낭비해 특정경제범죄 가중처벌법상 배임죄 혐의로 재판에 넘겨진 강영원(65) 전 한국석유공사 사장이 1심에 이어 항소심에서도 무죄를 선고받았다. 서울고법 형사8부(이광만 부장판사)는 배임죄의 고의가 없으며, 하베스트 인수로 석유공사에 손실이 생긴 것이 없으며, 유사사례를 살펴보니 인수가가 높지 않다고 판단했다. 검찰은 강력하게 반발했다. 1심과 2심은 세간의 하베스트 맹비난이 다 근거없다고 판단했다. 만약 검찰과는 정반대인 법원과 석유공사의 판단이 맞다면, 한국이 인수한 하베스트를 거의 공짜로 외국 정부가 빼앗아 가려는 시도로 해석할 수 있다.